# Distomatosi
Le distomatosi sono parassitosi causate da platelminti trematodi digenei (distomi).
I distomi sono tutti endoparassiti, che alternano una riproduzione sessuata da adulti, con produzione di uova a una moltiplicazione allo stadio larvale, in un mollusco, con generazione di altre larve, che infestano l'ospite definitivo.

## Eziologia
tra i distomi patogeni per l'uomo si annoverano
- Schistosoma spp. responsabile delle distomatosi sanguigne o schistosomiasi.
- Fasciola hepatica, Fasciola gigantica, Opistorchis (ex Clonorchis) sinensis, Opistorchis felineus e Opistorchis viverrini responsabili delle distomatosi epatiche (fascioliasi e clonorchiasi).
- Fasciolopsis buski, Metagonimus yokogawai, Heterophyes heterophyes, Gastrodiscoides hominis, Echinostoma spp., Watsonius watsoni responsabili delle distomatosi intestinali (Fasciolopsiasi umana).
- Paragonimus spp. responsabile delle distomatosi polmonari (paragonimiasi).

## Morfologia
Gli adulti sono piatti e lunghi da meno di 1mm a pochi cm. I distomi hanno due ventose (due "bocche"), una orale e una ventrale; all'apertura orale segue il faringe e l'intestino a fondo cieco. L'assorbimento dei composti nutritivi avviene attraverso il tegumento; l'emoglobina è digerita nell'intestino. L'apparato escretore è costituito dai protonefridi, con cellule a fiamma, che confluiscono in un dotto collettore mediano, che si apre al polo escretore caudale. Il sistema nervoso consiste in un plesso cerebrale con 3 cordoni. I distomi (tranne gli schistosomi) sono tutti ermafroditi. L'apparato genitale maschile è composto da 2 testicoli dai quali parte il canale deferente che porta lo sperma al cirro, organo copulatore. Gli spermatozoi escono dal cirro, risalgono l'utero verso il ricettacolo del seme. L'apparato genitale femminile è composto da un ovaio che produce le cellule uova, le quali scendono l'ovidotto e raggiungono l'ootipo. Lo sperma, che scende dal ricettacolo nell'ootipo, feconda le uova. Le uova scendono attraverso l'utero dopo essere state rifornite di cellule vitelline e dopo essere state ricoperte da un guscio. Raggiungono l'atrio genitale e vengono liberate all'esterno dal poro genitale.